# Lucien Castaing-Taylor
Lucien Castaing-Taylor (né à Liverpool en 1966, en Grande-Bretagne) est un anthropologue, artiste vidéo et photographe britannique.

## Biographie
Depuis 2002, Lucien Castaing-Taylor enseigne à l'université Harvard où il dirige le Sensory Ethnography Lab. Son premier travail connu, le film In and Out of Africa qu'il réalise avec Ilisa Barbash en 1992, est un film ethnographique décrivant la situation et les différents acteurs du marché de l'art contemporain en Afrique. En 2009, fruit de plusieurs vidéos qu'il assume comme une réactivation du genre « pastoral » que serait l'ethnographie selon James Clifford, son film Sweetgrass est une évocation sensorielle de la vie des derniers bergers de l'Ouest américain.
Il fonde et dirige, de 1991 à 1994, la revue Visual Anthropology Review.
En 2012, il réalise avec Verena Paravel un film expérimental sur la pêche industrielle en Amérique du Nord, Leviathan. Le Festival International du film Entrevues à Belfort lui décerne le Grand Prix pour ce long-métrage ainsi que le prix Eurocks One+One pour son esprit musical. Il suit un chalutier de la flotte de New Beford, l'ancienne capitale mondiale de la pêche à la baleine, qui est aussi la ville où commence Moby Dick.
En 2017, il réalise avec Verena Paravel le film documentaire Caniba sur et avec Issei Sagawa,.

## Filmographie
- 1992 : In and Out of Africa
- 1997 : Made in USA
- 2009 : Sweetgrass
- 2010 : The High Trail
- 2012 : Leviathan
- 2017 : Caniba
- 2023 : De Humani Corporis Fabrica